# ناحیه لین، شهرستان هنری، ایلینوی
ناحیه لین (به انگلیسی: Lynn Township) یک منطقهٔ مسکونی در ایالات متحده آمریکا است که در شهرستان هنری، ایلینوی واقع شده‌است. ناحیه لین ۲۰۷ متر بالاتر از سطح دریا واقع شده‌است.